# 因什羅奈格島

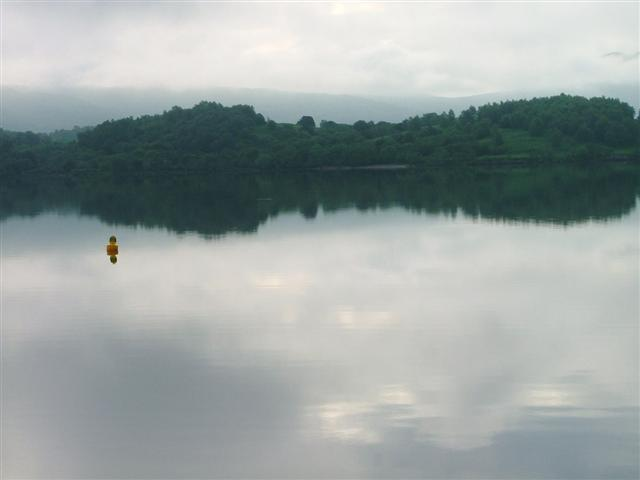

因什羅奈格島是蘇格蘭的島嶼，位於洛蒙德湖，面積0.8平方公里，最高點海拔高度62米，該島嶼自公元前5000年有人類居住，島上無人居住。

## 外部連結
- https://web.archive.org/web/20090710015304/http://lochlomond-islands.com/
- article which mentions it

56°6′22″N 4°36′16″W / 56.10611°N 4.60444°W